# Gnathophausiidae
Gnathophausiidae är en familj av kräftdjur som beskrevs av Udrescu 1984. Gnathophausiidae ingår i ordningen Lophogastrida, klassen storkräftor, fylumet leddjur och riket djur.
Familjen innehåller bara släktet Gnathophausia.